# Красный Октябрь (Белгородская область)
Красный Октябрь — село в Белгородском районе Белгородской области России. Административный центр Краснооктябрьского сельского поселения.

## История
Основано в XVIII веке отставным офицером полтавским помещиком Кобелевым, переселивший сюда своих крепостных крестьян. Относилось к Пушкарской волости. С 1928 г. в составе в Весело-Лопанского района — центр Кобелевского сельсовета. В 1929 году переименовано в Красный Октябрь.

## Население
| 2002 | 2010  |
| ---- | ----- |
| 2328 | ↗2550 |